# جایزه بزرگ ایتالیا ۱۹۸۰
جایزه بزرگ ایتالیا ۱۹۸۰ (انگلیسی: ‎1980 Italian Grand Prix‎) یک مسابقهٔ موتوری در رشتهٔ اتومبیل‌رانی فرمول یک بود که در تاریخ ۱۴ سپتامبر ۱۹۸۰ در پیست اتومبیل‌رانی انزو دینو فراری واقع در ایمولا، امیلیا-رومانیا، ایتالیا برگزار شد. این گراند پری در میان ۱۴ گراند پری در فصل ۱۹۸۰، مسابقهٔ شمارهٔ ۱۲ بود.
در این مسابقه که در ۶۰ دور و به مسافت ۳۰۰٫۰۰۰ کیلومتر (۱۸۶٫۴۱۱ مایل) برگزار شد، پول پوزیشن توسط رنه آرنوکس کسب شد و سریع‌ترین زمان برای طی یک دور پیست که برابر با ۱:۳۶٫۰۸۹ بود نیز توسط آلن جونز به ثبت رسید.
نلسون پیکه از تیم برابام-فورد، آلن جونز از تیم ویلیامز-فورد و کارلوس روتمان از تیم ویلیامز-فورد به‌ترتیب مقام‌های اول تا سوم مسابقه را کسب کردند.

## رده‌بندی قهرمانی پس از مسابقه
| جایگاه | راننده        | امتیاز |
| ------ | ------------- | ------ |
| ۱      | نلسون پیکه    | ۵۴     |
| ۲      | آلن جونز      | ۵۳     |
| ۳      | کارلوس روتمان | ۳۷     |
| ۴      | ژاک لافیت     | ۳۲     |
| ۵      | رنه آرنوکس    | ۲۹     |
| منبع:  |               |        |

| جایگاه | سازنده       | امتیاز |
| ------ | ------------ | ------ |
| ۱      | ویلیامز-فورد | ۹۰     |
| ۲      | لیجیه-فورد   | ۵۶     |
| ۳      | برابام-فورد  | ۵۴     |
| ۴      | رنو          | ۳۸     |
| ۵      | اروز-فورد    | ۱۲     |
| منبع:  |              |        |

یادداشت
- تنها پنج جایگاه نخست از هر رده‌بندی نمایش داده شده است.